# Hotelleriesuisse
Hotelleriesuisse (Eigenschreibweise HotellerieSuisse, eigentlich Schweizer Hotelier-Verein, SHV; auch Swiss Hotel Association) ist der Unternehmerverband der Schweizer Beherbergungsbranche und vertritt die Interessen von Beherbergungsbetrieben der Schweiz.

## Geschichte und Organisation

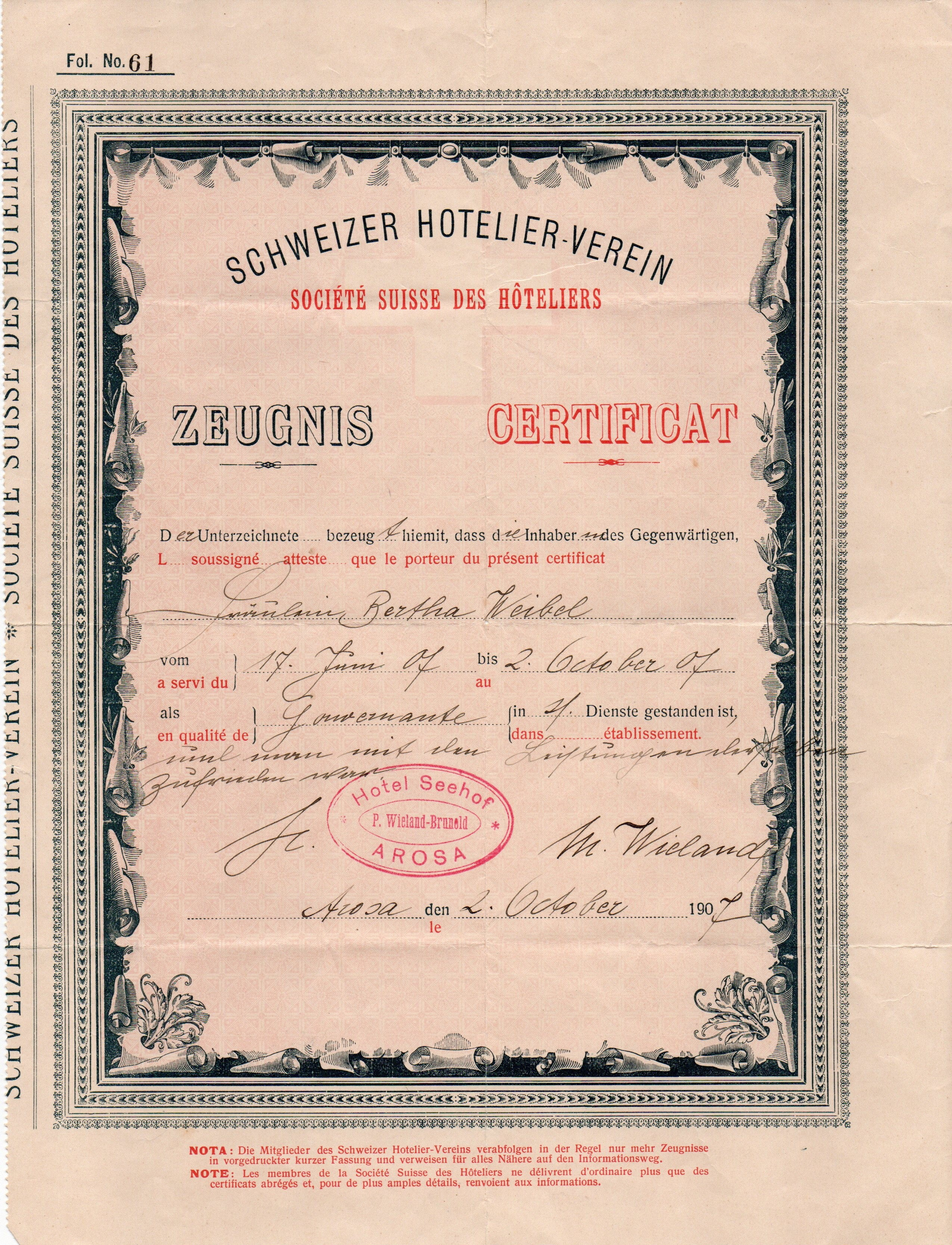
Arbeitszeugnis des Schweizerischen Hotelier-Vereins

Der Verband wurde am 11. Februar 1882 als Schweizer Hotelier-Verein (SVH) gegründet.
Die Mitgliederbetriebe von HotellerieSuisse verfügen über zwei Drittel des Schweizer Bettenangebotes und generieren damit rund drei Viertel der entsprechenden Logiernächte. Als Dachverband von 13 regionalen Verbänden ist HotellerieSuisse in allen Landesteilen und Sprachregionen präsent und beschäftigt rund 70 Mitarbeitende am Standort in Bern.

## Agenden
HotellerieSuisse unterstützt die Mitgliederbetriebe in der Betriebsführung, bei der Sicherstellung der Verfügbarkeit von qualifizierten Fachkräften für die Branche, sowie bei dem Einsatz für branchen- und arbeitgeberfreundliche Rahmenbedingungen auf politischer Ebene.
Der Tourismus gehört zudem zu den fünf wichtigsten Exportbranchen der Schweiz. Als Vertreter einer Teilbranche des Tourismus ist HotellerieSuisse Mitglied in verschiedenen Wirtschaftsdachverbänden und unterhält strategische Partnerschaften im Tourismussektor.

### Aufgabengebiete
- Wirtschaftspolitische Interessenvertretung für den Tourismus in der Schweiz
- Schweizer Hotelklassifikation
- Betreuung der umfassenden Schweizer Hoteldatenbank[5]
- Nachwuchsförderung, Aus- und Weiterbildung
- Beratungs- und Informationsservice
- Pflege der Sozialpartnerschaft via Landes-Gesamtarbeitsvertrag (L-GAV) für das Gastgewerbe
- Herausgabe der unabhängigen Schweizer Fachzeitung für Tourismus htr hotel revue sowie anderer Fachpublikationen
- Angebot einer Sozialversicherungslösung gemeinsam mit der HOTELA

Ausserdem ist HotellerieSuisse Aktionärin der Switzerland Travel Centre AG.

### Hotelklassifikation
1978 führte der Verband die Hotelklassifikation in der Schweiz ein. Seit dem 1. Januar 2011 gilt in der Schweiz ein neues Bewertungssystem für die Vergabe von Hotelsternen. Die Schweizer Hotelklassifikation basiert auf einem Normenkatalog, den HotellerieSuisse zusammen mit europäischen Partnerverbänden erstellt hat. Träger der harmonisierten Hotelklassifikation ist die 2009 gegründete Hotelstars Union. Sie steht unter der Schirmherrschaft der HOTREC, der europäischen Dachorganisation der Hotels, Restaurants und Cafés in Europa. HotellerieSuisse ist Gründungsmitglied der HOTREC.

### Bildungsdienstleistungen

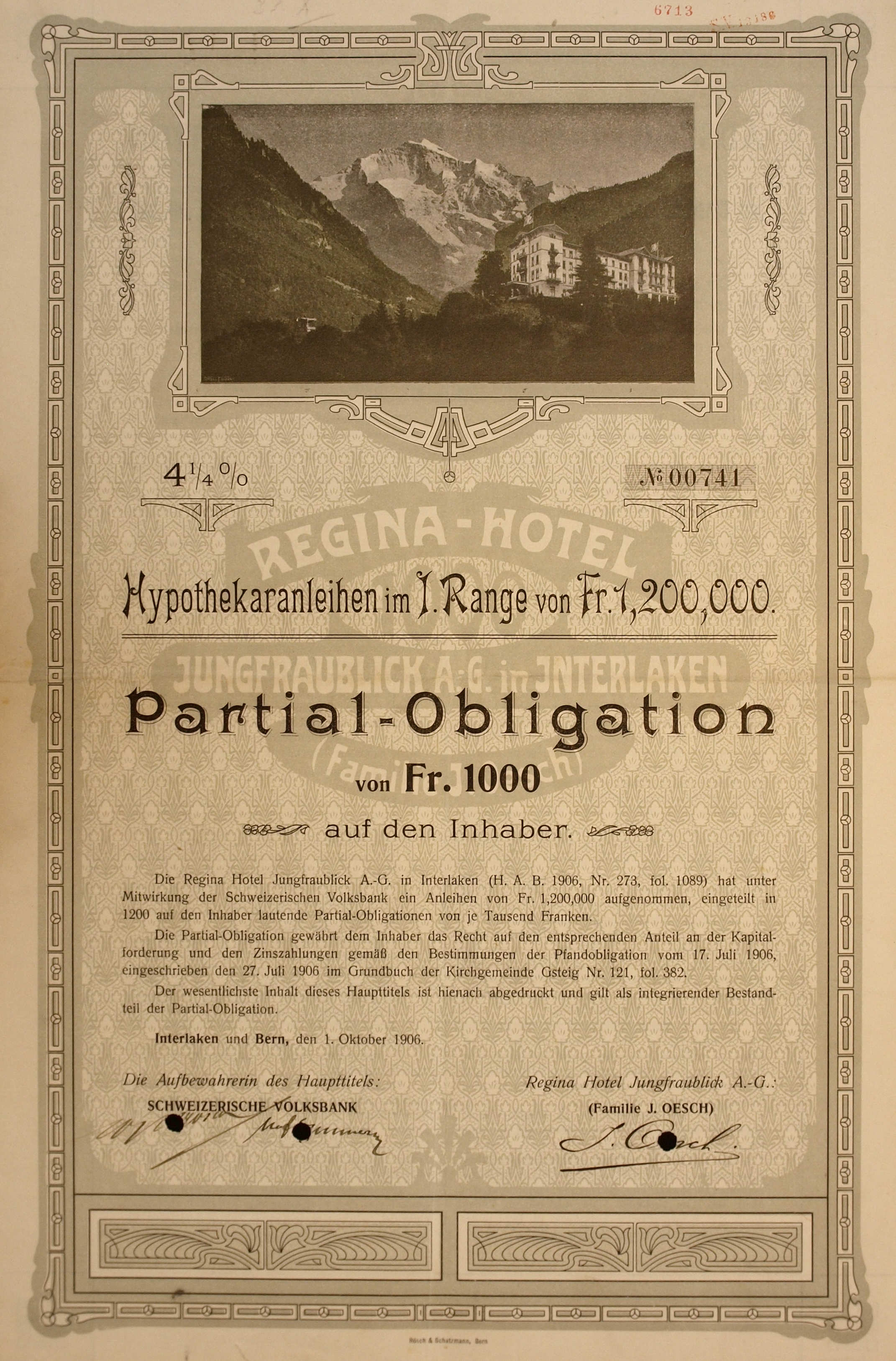
Partialobligation der Regina-Hotel Jungfraublick AG vom 1. Oktober 1906 mit Abbildung des heutigen Schulhotels Regina von Hotelleriesuisse

Bildung ist ein zentrales Anliegen unseres Verbandes. HotellerieSuisse ist Gründerin der Hotelfachschule Thun und Minderheitsaktionärin der Swiss School of Tourism and Hospitality (Höhere Fachschulen) sowie Gründerin der Ecole Hôtelière de Lausanne (Fachhochschule). HotellerieSuisse ist weiter einer der Trägerverbände von Hotel & Gastro formation, welche als OdA unter anderem Prüfungsträgerin und Anbieterin diverser Ausbildungen ist, die zu einem eidgenössischen Diplom respektive zu einem eidgenössischen Fachausweis führen. Die Branche verzeichnet jährlich ca. 3'500 Lehrabschlüsse und ca. 800 Abschlüsse in der höheren Berufsbildung.